# Sonatala
Sonatala è un sottodistretto (upazila) del Bangladesh situato nel distretto di Bogra, divisione di Rajshahi. Si estende su una superficie di 156,75 km² e conta una popolazione di 186.778  abitanti (censimento 2011).